# Zienswijze
Met het begrip zienswijze wordt een manier van kijken naar de werkelijkheid vanuit een bepaald standpunt of oriëntatie bedoeld.